# Ichirō Kamoshita

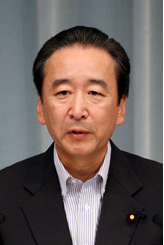
Ichirō Kamoshita

Ichirō Kamoshita (jap. 鴨下 一郎 Kamoshita Ichirō; * 16. Januar 1949 im Bezirk Adachi (Tokio), Präfektur Tokio) ist ein ehemaliger japanischer Politiker, Nationalabgeordneter und Umweltminister der Liberaldemokratischen Partei (LDP).
Kamoshita studierte Medizin an der Nihon Daigaku. 1993 wurde er als Kandidat der Neuen Japan-Partei für den 10. Wahlkreis der Präfektur Tokio ins Shūgiin gewählt, ab 1996 im neuen Einmandatswahlkreis Tokio 13 oder im Verhältniswahlblock Tokio (2003, 2009) wiedergewählt. Unter Premierminister Tsutomu Hata war Kamoshita für einen Monat parlamentarischer Staatssekretär im Umweltministerium. Nach dem Sturz der Anti-LDP-Koalitionsregierung schloss er sich mit der Mehrheit der Oppositionskräfte der Neuen Fortschrittspartei an, für die er 1996 wiedergewählt wurde. Bevor diese sich auflöste, verließ Kamoshita im Juli 1997 die Partei und trat im Dezember desselben Jahres der LDP bei.
Nach Tätigkeiten in verschiedenen Ausschüssen engagierte sich Kamoshita seit 2000 vor allem im Ausschuss für Gesundheit, Arbeit und Soziales; von 2002 bis 2003 war er Staatssekretär im zuständigen Ministerium. 2003 verlor er seinen Wahlkreis an den demokratischen Herausforderer Masamitsu Jōjima, wurde aber über die Verhältniswahlliste gewählt. 2005 gewann er seinen Wahlkreis zurück. Innerhalb der LDP gehört Kamoshita der Tsushima-Faktion an.
Premierminister Shinzō Abe berief Kamoshita bei der Kabinettsumbildung kurz vor seinem Rücktritt 2007 zum Umweltminister. Kurz nach Amtsantritt wurde Kamoshita mit Anschuldigungen konfrontiert, er habe falsche Berichte über politische Ausgaben abgegeben. Abe hatte bereits mehrere Minister wegen ähnlicher Vorwürfe verloren. Dennoch übernahm Premierminister Yasuo Fukuda Kamoshita im September 2007 in sein Kabinett. Bei der Kabinettsumbildung im August 2008 wurde er durch Tetsuo Saitō (Kōmeitō) ersetzt.
Zur Shūgiin-Wahl 2021 zog sich Kamoshita aus der Politik zurück.